# زین الرافعی
زین الرافعی (انگلیسی: Zain Al Rafeea؛ زادهٔ ۱۰ اکتبر ۲۰۰۵) هنرپیشه اهل سوریه است.
او بیشتر به خاطر بازی در فیلم لبنانی کفرناحوم (Capernaum) به عنوان نقش اصلی شناخته شده‌است.
کفرناحوم با بودجه ۴ میلیون دلاری ساخته شده و در گیشه سینماهای سرتاسر جهان به فروش ۶۴٫۳ میلیون دلاری رسیده‌است. این فیلم در نود و یکمین دوره مراسم اسکار و هفتاد و ششمین دوره مراسم گلدن گلوب، نامزد دریافت جایزه بهترین فیلم خارجی‌زبان شده‌است؛ و زین به خاطر بازی  بی مانندش در این فیلم جایزه Asia Pacific Screen Awards سال ۲۰۱۸ را به دست آورد.